# Tuta (calciatore 1974)
Moacir Bastos, detto Tuta (Palmital, 20 giugno 1974), è un ex calciatore brasiliano, di ruolo attaccante.
Durante la sua ventennale carriera da professionista, ha giocato per 23 squadre diverse di 3 continenti, segnando più di 160 gol tra i professionisti. Nel corso della sua carriera ha vestito prestigiose maglie, tra le quali quelle di Flamengo, Fluminense, Gremio, Coritiba e Palmerais. In Italia ha brevemente giocato con la casacca del Venezia.

## Carriera
Iniziò la sua carriera nell'Araçatuba, ma la prima squadra nella quale si mise in evidenza fu il Portuguesa con il quale realizzò 5 reti in 22 incontri, sufficienti a farlo notare agli osservatori del Venezia, che lo acquistò nel 1998 come alternativa in attacco a Maniero. La sua esperienza in Italia si concluse dopo una sola stagione con 18 presenze e 3 reti, ma il suo nome è rimasto nella storia del campionato per le vicende seguite al gol segnato il 24 gennaio 1999 nella partita contro il Bari: lo scontro-salvezza si stava trascinando senza scossoni verso il novantesimo sul risultato di 1-1, che faceva comodo a entrambe le squadre quando Tuta, entrato nel finale, segnò il 2-1 al 45' del secondo tempo.
Il brasiliano fu il solo ad esultare insieme a Fábio Bilica, mentre i suoi compagni sembravano quasi stizziti per il gol segnato e nel tunnel degli spogliatoi si sfiorò la rissa con i giocatori del Bari imbufaliti contro l'attaccante. Nacquero subito sospetti di "combine", e lo stesso Tuta dichiarò: “Maniero mi ha detto che non dovevo segnare perché era meglio che la partita finisse 1-1”. Scoppiò uno scandalo, ma il presidente Maurizio Zamparini e Maniero gettarono acqua sul fuoco attribuendo le dichiarazioni a un fraintendimento delle parole del compagno di squadra a causa della scarsa comprensione della lingua italiana da parte del brasiliano. Lo stesso Tuta ritrattò in seguito le sue dichiarazioni facendo archiviare con un nulla di fatto l'inchiesta aperta da parte della magistratura.
Al termine della stagione Tuta tornò in Brasile all'Atletico Paranaense prima, e poi al Flamengo. Dopo una breve parentesi nel campionato coreano tornò nuovamente in patria confermandosi come uno dei più affidabili attaccanti del campionato.

## Vita privata
Il 5 aprile 2012 venne arrestato prima dell'allenamento della Uniao Barbarense, squadra della serie A/2 Paulista in cui militava; il motivo del provvedimento era stato il mancato pagamento degli alimenti alla ex moglie, a causa del quale il calciatore avrebbe dovuto scontare 30 giorni di carcere. Grazie all'operato dei suoi legali trascorse una sola notte in cella, e poche ore dopo essere stato rilasciato realizzò il secondo gol della sua squadra nella vittoria per 4-1 contro l'Atletico Sorocaba.

## Palmarès

### Club

#### Competizioni nazionali
- Campionato Paranaense: 1

Atlético-PR: 1998
- Campionato Carioca: 2

Flamengo: 2000
Fluminense: 2005
- Taça Rio: 2

Flamengo: 2000
Fluminense: 2005
- Campionato Gaúcho: 1

Grêmio: 2007